# Palomonte
Palomonte là một đô thị (comune) thuộc tỉnh Salerno trong vùng Campania của Ý. Palomonte có diện tích 28 km2, dân số là 4233 người (thời điểm năm 2009).